# Fátima Lopes
Fátima Lopes (Funchal, 8 marzo 1965) è una stilista e imprenditrice portoghese.

## Biografia
Fátima Lopes è nata e cresciuta a Funchal nell'arcipelago portoghese di Madera. Sin da giovane s'interessa alla moda. Nel 1990 si trasferisce a Lisbona per iniziare una carriera come disegnatrice di moda. Con un'amica apre un negozio chiamato Versos dove vende soprattutto vestiti di disegnatori internazionali. Nel 1992 Fátima cambia il nome del suo negozio, e a partire da quel momento nasce la marca Fátima Lopes. Nello stesso anno partecipa a una mostra di moda a Lisbona.
Nel 1994 presenta la sua collezione a Parigi durante il Salon du prêt-à-porter féminin. Due anni dopo apre a Parigi il suo primo negozio internazionale, situato in rue de Grenelle. Comincia a diversificare la sua collezione creando borse e scarpe per uomini e donne. Nel 1998 apre un'agenzia di modelli. Nel 2000 apre il suo primo negozio negli Stati Uniti, nella città di Los Angeles. In seguito ha ottenuto l'incarico di disegnare l'uniforme della squadra nazionale di calcio del Portogallo per il Campionato mondiale di calcio 2006.